# El 77 Centro Cultural Autogestivo
El 77 Centro Cultural Autogestivo es un espacio cultural abierto, en la Ciudad de México, enfocado en el desarrollo de proyectos de impacto social del Foro Shakespeare y es la sede externa de la Compañía de Teatro Penitenciario de la Penitenciaría de Santa Martha Acatitla. Sus actividades están enfocadas en la prevención del delito, desarrollo comunitario, recuperación del espacio público, fortalecimiento del sector cultural y fomento de la cultura de paz.

## Historia
El 77 Centro Cultural Autogestivo fue inaugurado el 24 de diciembre de 2014. El espacio cultural fue entregado a Itari Marta, directora del Foro Shakespeare y de la Compañía de Teatro Penitenciario.
El inmueble es un edificio que fue construido aproximadamente en el año de 1927, que en sus inicios fue una casa habitación y posteriormente las instalaciones fueron acondicionadas para convertirse en una guardería. Al convertirse en  espacio  cultural, la remodelación se llevó a cabo por las personas que trabajaban en el espacio.
El espacio es reconocido por colaborar con personas privadas de su libertad, personas liberadas y sociedad civil a través de las artes escénicas. Desde el año 2016, es un espacio activo de la Red de Espacios Culturales Independientes Organizados (RECIO) de la Ciudad de México.

## Espacios
Cuenta con dos salones multiusos con escenarios, una caja negra (foro con iluminación y sonido), huerto urbano, cafetería y un taller de serigrafía.

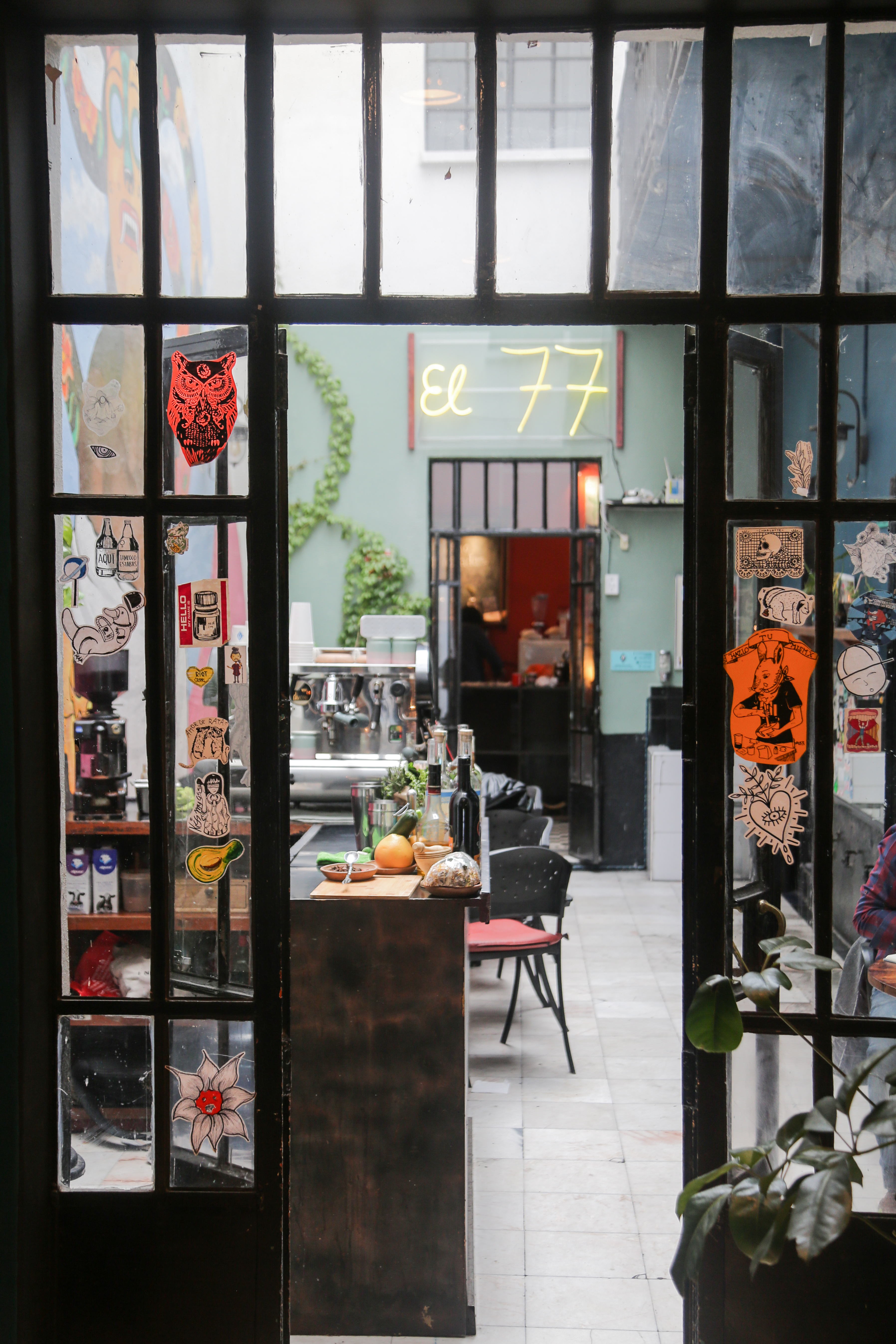
Cafetería

## Actividades
Algunas actividades que se imparten están relacionados con disciplinas artísticas, temas ambientales, de sustentabilidad y movilidad. También se imparte un diplomado de creación escénica, certificado  por el Instituto Nacional de Bellas Artes y Literatura. Además, se  presentan exposiciones, obras de teatro independientes, stand up, proyección de cine y trueque cultural.

4 líneas de trabajo:
- Prevención del delito
- Desarrollo comunitario
- Recuperación del espacio público
- Fortalecimiento del sector culturalPersonas en el lobby del El77

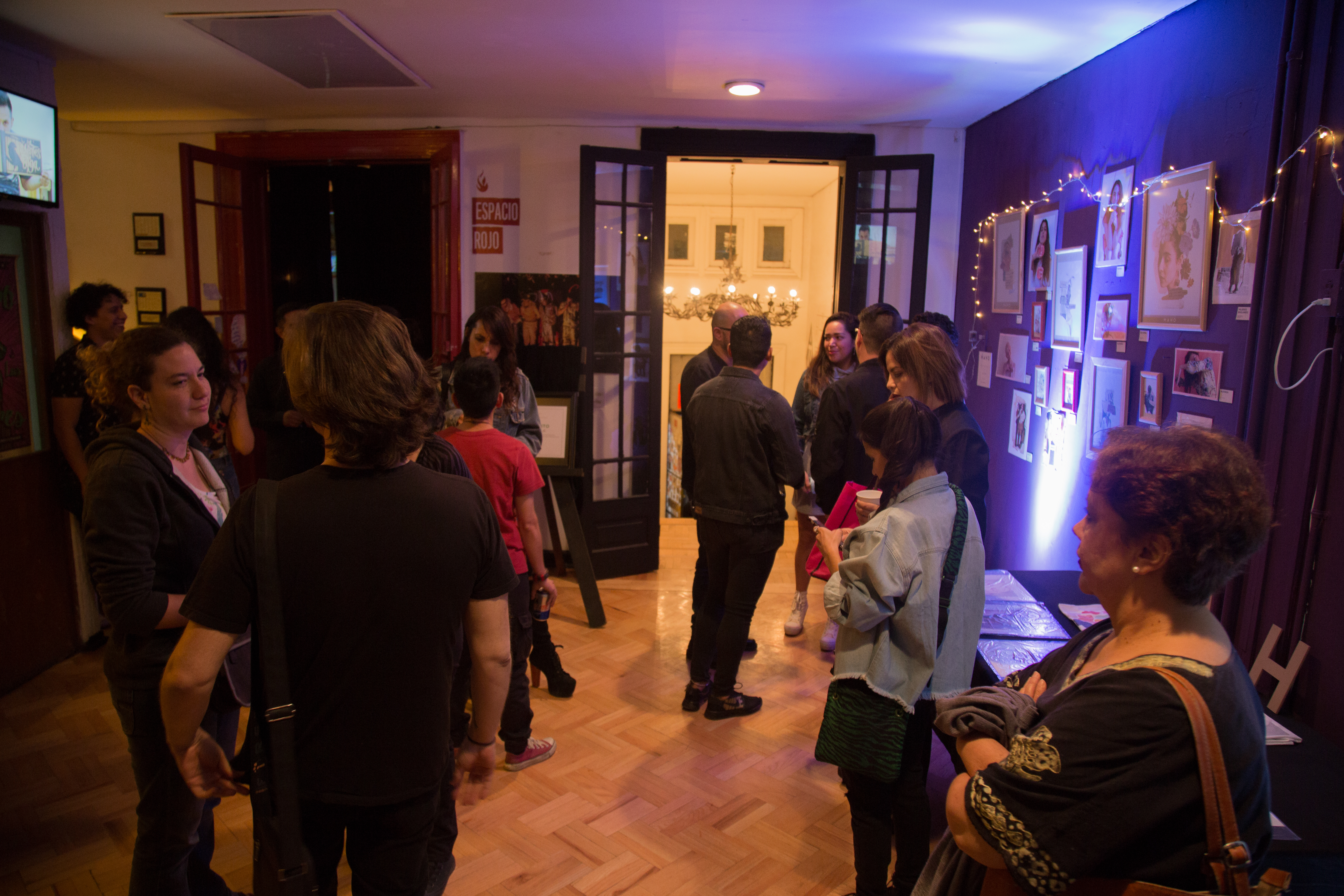
Personas en el lobby del El77

## Reconocimientos
- En septiembre del 2016, el 77 obtuvo el reconocimiento por su trabajo para apoyar el proceso de reinserción social de las personas privadas de la libertad por la Subsecretaría de Sistema Penitenciario.
- En junio del 2020,[13] la Compañía de Teatro Penitenciario, fue ganadora del Premio de la Ciudad de México 2020, que otorga la Academia Metropolitana de Teatro (AMdT)[14] por su contribución social.